# Platycleis longicauda
Platycleis longicauda är en insektsart som beskrevs av Yu S. Tarbinsky 1930. Platycleis longicauda ingår i släktet Platycleis och familjen vårtbitare. Inga underarter finns listade i Catalogue of Life.